# Trochilus
Trochilus es un género de aves apodiformes perteneciente a la familia Trochilidae —los colibríes— de la cual es el género tipo. Agrupa apenas a dos especies endémicas de Jamaica. A sus miembros se les conoce por el nombre común de colibríes portacintas.

## Características
Los dos colibríes de este género son espectaculares, medianos y muy parecidos entre sí, las hembras miden 10,5 cm de longitud y los machos adultos, que tienen el par de rectrices excesivamente alargadas como serpentinas, miden entre 22 y 35 cm. Los machos ostentan una cresta a cada lado de la cabeza; la cabeza, las crestas y la cola son negras y el resto del cuerpo es verde brillante. Las hembras son verde por encima y blanco por debajo, y carecen de las plumas alargadas de la cola. Se diferencian por el pico, rojo en una especie y negro en la otra y por el tamaño. El pico es ligeramente más largo que la cabeza, ancho y deprimido basalmente, ligeramente decurvado, con el culmen redondeado anteriormente. Los tarsos son muy robustos y emplumados en la porción superior-anterior. Representan un ejemplo aviar muy raro de especiación dentro de una misma isla relativamente pequeña.

## Sistemática
El género Trochilus fue acuñado por el naturalista sueco Carlos Linneo en 1758, en su basal obra 
Systema naturæ 10a. edición, y fue utilizado de forma genérica hasta mediados de los años 1800 para designar todo tipo de colibríes. La especie tipo subsecuentemente designada es Trochilus polytmus, descrita originalment por Linneo en la misma publicación de 1758.

### Etimología
El nombre genérico masculino Trochilus proviene del griego «trokhilos», una pequeña ave mencionada por Aristóteles, identificada por escritores posteriores como siendo los chochines Troglodytes.  La utilización para designar a los colibríes, como T. polytmus, solo puede aludir al reducido tamaño de los mismos.

### Taxonomía
Las dos especies del género ya han sido consideradas conespecíficas por diversos autores. Sin embargo, a pesar de la diferencia genética ser mínima, lo que sugiere que no existen fuertes mecanismos de aislamiento reproductivo posteriores al apareamiento, en cambio, las diferencias en el color del pico evolucionaron rápidamente y actúan como un fuerte elemento disuasorio previo al apareamiento para la hibridación. Estas pruebas, junto con las diferencias en las exhibiciones de cortejo y el canto que probablemente contribuyen al aislamiento reproductivo, y el mantenimiento de una zona híbrida estrecha y estable han llevado a la mayoría de las autoridades a reconocerlos como especies separadas.

## Lista de especies
Según las clasificaciones del Congreso Ornitológico Internacional (IOC) y Clements Checklist/eBird, el género agrupa a las siguientes especies con el respectivo nombre popular de acuerdo con la Sociedad Española de Ornitología (SEO):
| Imagen | Nombre científico  | Autor                    | Nombre común                   | Estado de conservación | Distribución |
| ------ | ------------------ | ------------------------ | ------------------------------ | ---------------------- | ------------ |
|        | Trochilus polytmus | Linnaeus, 1758           | colibrí portacintas piquirrojo | LC                     |              |
|        | Trochilus scitulus | (Brewster & Bangs), 1901 | colibrí portacintas piquinegro | LC                     |              |